# Leptaulax punctatus
Leptaulax punctatus là một loài bọ cánh cứng trong họ Passalidae. Loài này được Iwase miêu tả khoa học năm 1995.